# Ultrasonic Contact Impedance
Die Ultrasonic Contact Impedance Methode (kurz: UCI-Verfahren) ist eine Härteprüfmethode. Da die Technik kompakt gebaut werden kann, eignen sich Härteprüfgeräte mit dieser Technik für die mobile Härteprüfung. Das Verfahren ist nach DIN 50159 und ASTM A1038 genormt.

## Verfahren
Ein Stab wird in Längsrichtung mit einer Frequenz (ca. 70 kHz) zu Schwingungen angeregt. An einem Ende sitzt ein Vickersdiamant. Dieser wird in den zu prüfenden Werkstoff gedrückt. Es wird eine definierte Last über eine Feder aufgebracht.
Wenn der Vickersdiamant in die Probe eindringt, kommt es zur Dämpfung dieser Schwingung. Damit ist eine Änderung der Resonanzfrequenz verbunden. Diese kann leicht gemessen werden.
Die Dämpfung des Stabes und damit die zu messende Frequenzänderung hängt von der Größe der Kontaktfläche zwischen Diamant und Probe ab und damit bei konstanter Prüflast von der Härte der Probe.
Des Weiteren wird die Frequenzänderung durch den E-Modul des geprüften Werkstoffes beeinflusst. 
Aus der bekannten Prüflast, der gemessenen Frequenzänderung und den gespeicherten Kalibrierwerten zur Berücksichtigung des E-Moduls wird die Härte des Werkstoffes berechnet.

## Vorteile
Die Vorteile des UCI-Verfahrens sind die leichten Automatisierbarkeit und die gute Reproduzierbarkeit der Härtewerte, da die gesamte Kontaktfläche in die Messung eingeht. Außerdem eignen sich Geräte mit dieser Methode sehr gut zur mobilen Härteprüfung, da sie klein und leicht gebaut werden können und die Kalibrierung (z. B. am Grundwerkstoff der Probe) schnell geht. Die Messung der Frequenzänderungen ist  frei vom subjektiven Urteil des einzelnen Anwenders.